# Gabriele Lohnert
Gabriele Lohnert ist eine deutsche Filmproduzentin, die für die Filmproduktionsfirma Ziegler Film tätig ist.

## Leben
Gabriele Lohnert studierte an der Ludwig-Maximilians-Universität München. Ab 2001 war sie Produzentin bei der UFA, wo sie die Serie SOKO München produzierte. Seit 2011 arbeitet sie bei Ziegler Film. Hier produzierte sie Episoden der Krimireihe Kommissarin Heller oder die Filmreihe Familie Bundschuh.
Für das Drama Stumme Schreie konnte sie 2019 den 3sat-Zuschauerpreis entgegennehmen.

## Filmografie (Auswahl)
- 1998: Sieben Monde
- 2003–2005: SOKO München (Fernsehserie, 34 Folgen)
- 2005: Willkommen daheim
- 2009: Ein geheimnisvoller Sommer
- 2010: Hepzibah – Sie holt dich im Schlaf
- 2013: Die Pastorin
- 2014–2018: Kommissarin Heller (Fernsehreihe, 8 Folgen)
- 2015: Tief durchatmen, die Familie kommt
- 2017: Von Erholung war nie die Rede
- 2018: Ihr seid natürlich eingeladen
- 2019: Familie Bundschuh – Wir machen Abitur
- 2019: Stumme Schreie
- 2020: Familie Bundschuh im Weihnachtschaos